# محوطه قلعه تنگ قلا
محوطه قلعه تنگ قلا در شهرستان خرم‌آباد، بخش پاپی، دهستان کشور، ۴/۵ کیلومتری غرب دره نسو، منطقه تنگ قلا واقع شده و این اثر در تاریخ ۱۸ اسفند ۱۳۸۷ با شمارهٔ ثبت ۲۵۲۸۰ به‌عنوان یکی از آثار ملی ایران به ثبت رسیده‌است.